# 679 (numero)
Seicentosettantanove è il numero naturale dopo il 678 e prima del 680.

## Proprietà matematiche
- È un numero dispari.
- È un numero composto con 4 divisori: 1, 7, 97, 679. Poiché la somma dei suoi divisori (escluso il numero stesso) è 105 < 679 è un numero difettivo.
- È un numero semiprimo.
- 679 è la somma di tre numeri primi consecutivi (223 + 227 + 229).
- 679 è la somma di nove numeri primi consecutivi (59 + 61 + 67 + 71 + 73 + 79 + 83 + 89 + 97).
- È un numero 34-gonale.
- È un numero stella octangulare.
- È un numero congruente.
- È un numero malvagio.
- È parte delle terne pitagoriche (455, 504, 679), (679, 2328, 2425), (679, 4680, 4729), (679, 32928, 32935), (679, 230520, 230521).

## Astronomia
- 679 Pax è un asteroide della fascia principale del sistema solare.
- NGC 679 è un galassia lenticolare della costellazione di Andromeda.

## Astronautica
- Cosmos 679 è un satellite artificiale russo.

## Altri ambiti
- 679 è un singolo del rapper statunitense Fetty Wap, pubblicato nel 2015 ed estratto dall'album Fetty Wap.